# 종 개념
종 문제(species problem)는 생물학자들이 종이 무엇인지를 정의하려고 시도할 때 발생하는 질문들의 모임이다. 이러한 정의를 종 개념(species concept)으로 부르며, 적어도 26개의 종개념들이 존재한다. 새와 같이 유성 생식을 하는 생물들에 잘 들어맞는 종개념은 박테리아와 같은 무성생식종들에게는 무의미하다. 종문제의 과학적 연구 학문은 미분류학(microtaxonomy)으로 부른다.

## 같이 보기
- 고리종
- 종 (생물학)#종 문제